# Бенесеа (Савона)
Бенесеа је насеље у Италији у округу Савона, региону Лигурија.
Према процени из 2011. у насељу је живело 89 становника. Насеље се налази на надморској висини од 29 м.